# Carme Mayol Fernández
Carme Mayol Fernández (Barcelona, 28 de març de 1937) és una bibliotecària i professora catalana jubilada. L'any 2003 va fundar l'Associació Lectura Fàcil i en va ser la codirectora fins al 2017.

## Biografia
El 1959 obtingué el títol de bibliotecària, atorgat per l'Escola de Bibliotecàries. El 1975 es llicencià en Llengua i Literatura Espanyoles per la Universitat de Barcelona. Del gener de 1960 a l'octubre de 1980 treballà a temps parcial a la biblioteca de la Facultat de Filologia de la Universitat de Barcelona (Seminari de Germàniques). De 1963 a 1975 va treballar de bibliotecària als Laboratoris Uriach. Durant aquests anys assisteix a diversos cursos i congressos a l'Estat espanyol i a l'estranger relacionats amb la gestió de biblioteques especialitzades.
L'octubre de 1976 inicià les tasques docents a l'Escola de Bibliologia com a professora de Biblioteconomia a temps parcial fins al 1980. A l'octubre de 1981 es reincorporà a l'Escola a temps complet i fins a la seva jubilació l'any 2002. Va ser directora de la ja denominada Escola Universitària Jordi Rubió i Balaguer de Biblioteconomia i Documentació entre els anys 1985 i 1991. Un any després de l'inici de la seva direcció, des de febrer de 1986, es van organitzar els cursos per a la convalidació del títol de l'antiga Escola pel de diplomat en Biblioteconomia i Documentació.
Va ser membre del primer període del Consell de Biblioteques de Catalunya (1988-1990). Presidí el Col·legi Oficial de Bibliotecaris-Documentalistes de Catalunya des del 1995 fins a l'any 2000, on també formà part del segon període del Consell de Biblioteques de Catalunya. Destaca la seva participació en seminaris i congressos internacionals. Va participar en diferents seminaris i congressos internacionals de l'IFLA. Del 1993 al 2002, fou membre de la Secció de Biblioteques al Servei de Persones en Situacions Desavantatjoses. També fou presidenta de FESABID entre 1995 i 1997, l'any següent fou premiada per la mateixa entitat amb el premi IWE-Asedie per la seva trajectòria professional. Dins del COBDC, l'any 1998 va crear una Comissió de Lectura Fàcil, que el 2003 esdevingué l'Associació Lectura Fàcil.
És autora de diversos estudis i textos normatius sobre biblioteconomia, destacant les Normes per a biblioteques públiques a Catalunya, amb la col·laboració de Josefina Ballester i Elisa Camps, publicades per l'Associació de Bibliotecaris de Catalunya, 1984-1991.
El 2018 va rebre la Creu de Sant Jordi "pel conjunt de la seva aportació a la biblioteconomia, com a autora de diversos estudis i textos normatius en aquest àmbit".